# Pardasena nolalana
Pardasena nolalana är en fjärilsart som beskrevs av Emilio Berio 1956/57. Pardasena nolalana ingår i släktet Pardasena och familjen trågspinnare. Inga underarter finns listade i Catalogue of Life.